# برايان سبارو
برايان سبارو (بالإنجليزية: Brian Sparrow)‏ هو مدرب كرة قدم ولاعب كرة قدم بريطاني في مركزي ظهير ‏ والدفاع، ولد في 24 يونيو 1962 في بيثنال غرين في المملكة المتحدة، وتوفي في 6 ديسمبر 2019. لعب مع كريستال بالاس ونادي أرسنال ونادي إنفيلد ونادي غيلينغهام ونادي ميلوول ونادي ويمبلدون.